# Пйотр Адам Опалінський
Пйотр Адам Опалінський (пол. Piotr Adam Opaliński; 1636—1682) — урядник Королівства Польського в Речі Посполитій.

## Життєпис
Походив з впливового польського шляхетського роду Опалінських гербу Лодзя. Старший син Кшиштофа Опалінського, познаньського воєводи, і Тереси Констанції Чарнковської. Народився 1636 року. Здобув класичну освіту. Одружився з Ганною, донькою Петра Сенюти.
1658 року стає крайчим королеви Марії Луїзи Ґонзаґа. 1660 року призначається підчашим королеви. 1673 року отримує посаду підкоморія познаньського. Згодом Пйотру Адаму надано староства сремське і ковеське. У 1672 року помирає його дружина. після цього одружився з представницею роду Тшебуховських.
У 1674 році обирається делегатом від Познаньського воєводства на елекційний сейм, де підтримав кандидатуру Яна Собеського. Того ж року призначається королівським ротмістром. 1676 року від Познаньського і Каліського воєводств стає делегатом на коронаційний сейм.
Помер в 1686 році у м.Сьрем.